# Józef Majer

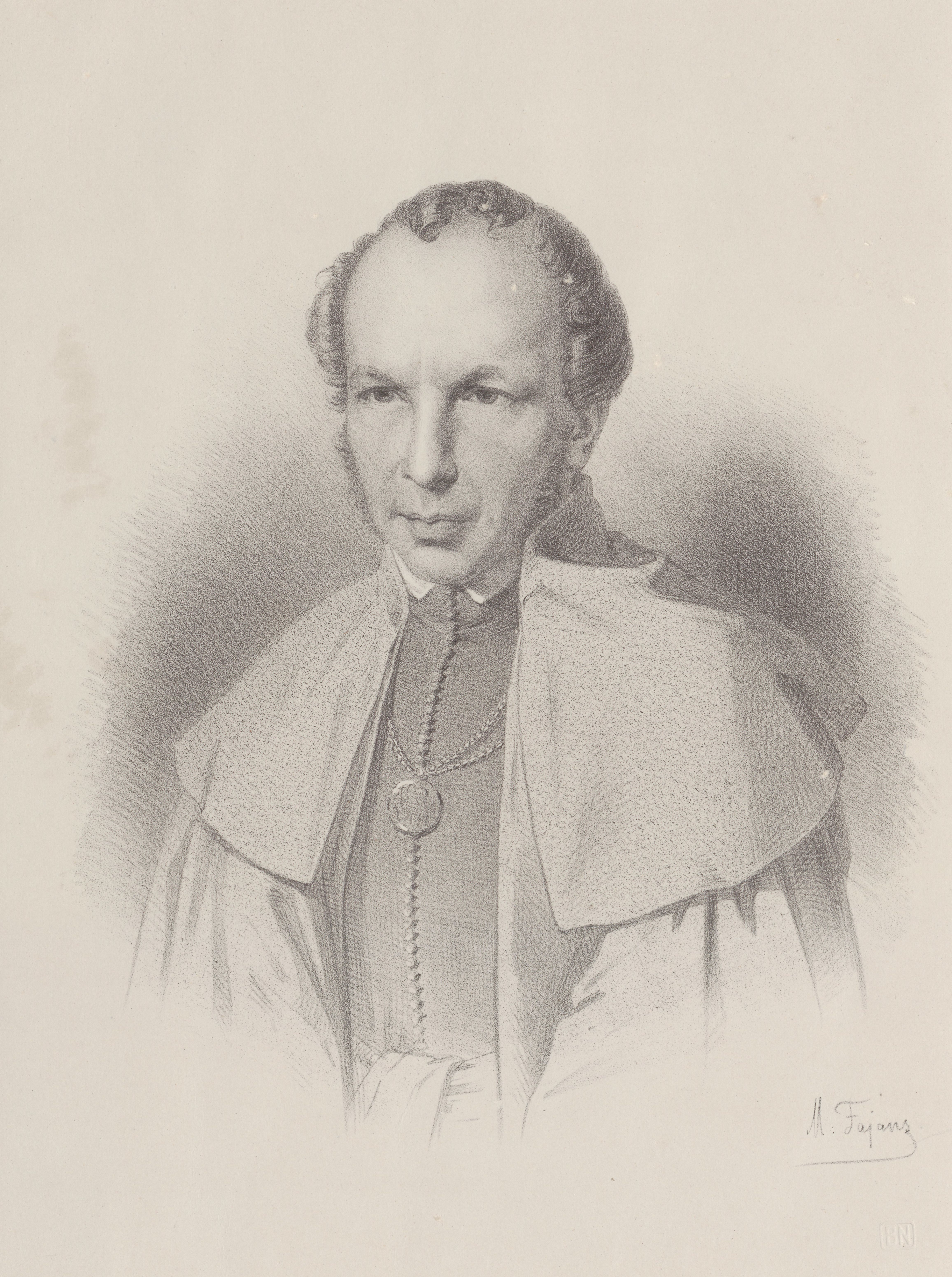
Józef Majer na litografii Maksymiliana Fajansa (ok. 1852)

Józef Majer (ur. 12 marca 1808 w Krakowie, zm. 3 lipca 1899 tamże) – polski lekarz, przyrodnik, antropolog, encyklopedysta, profesor i rektor Uniwersytetu Jagiellońskiego, prezes Towarzystwa Naukowego Krakowskiego, pierwszy prezes Akademii Umiejętności w Krakowie, członek honorowy Towarzystwa Muzeum Narodowego Polskiego w Rapperswilu od 1890 roku. 

## Życiorys
Był synem Jana (rzemieślnika garbarskiego – białoskórnika) i Marianny z Przybylskich. Ukończył gimnazjum św. Anny w Krakowie (1824), następnie studiował fizykę i matematykę (przez rok), a w latach 1825–1830 medycynę, co zakończył uzyskaniem tytułu doktora medycyny w 1831. Brał udział w powstaniu listopadowym (jako lekarz), po którym spędził kilka miesięcy na internowaniu (przez władze pruskie). Odbył podróż naukową po Niemczech, od 1833 był profesorem instytucji lekarskich Uniwersytetu Jagiellońskiego, w latach 1848–1877 profesorem fizjologii Uniwersytetu. Dwukrotnie pełnił funkcję dziekana Wydziału Lekarskiego (1845–1848, 1862/1863), również dwukrotnie rektora (1848–1851, 1865–1866).
W latach 1848–1852 i 1860–1873 był prezesem Towarzystwa Naukowego Krakowskiego (do 1852 funkcja prezesa połączona była z funkcją rektora Uniwersytetu Jagiellońskiego. W 1873 był w gronie członków założycieli Akademii Umiejętności w Krakowie (późniejszej Polskiej Akademii Umiejętności), został wybrany na jej pierwszego prezesa; kierował Akademią do 1890, jego następcą na tej funkcji został historyk literatury Stanisław Tarnowski. Był jednym z autorów haseł do 28 tomowej Encyklopedii Powszechnej Orgelbranda z lat 1859-1868. Jego nazwisko wymienione jest w I tomie z 1859 roku na liście twórców zawartości tej encyklopedii.
Józef Majer zainicjował działalność Komisji Antropologicznej AU, przewodniczył jej w latach 1874–1892 oraz redagował wydawnictwo Komisji „Zbiór Wiadomości Antropologicznych krajowych”, a wcześniej powołał do życia Komisję Fizjograficzną (1865) i Muzeum Przyrodnicze (1870) Towarzystwa Naukowego Krakowskiego, przejęte przez AU. Założył także i redagował (1838–1845) „Rocznik Wydziału Lekarskiego UJ”. W pracach Komisji Antropologicznej AU współpracował z Izydorem Kopernickim. Był członkiem honorowym Poznańskiego Towarzystwa Przyjaciół Nauk.
Został pochowany na cmentarzu Rakowickim w Krakowie.

## Dorobek
Jego zainteresowania naukowe obejmowały przede wszystkim antropologię i fizjologię. Jako pierwszy wykładał w Polsce antropologię. Ogłosił szereg prac naukowych, także z przyrodoznawstwa, m.in.:
- Charakterystyka fizyczna ludności galicyjskiej (1877, z Izydorem Kopernickim),
- Zgodność oscylacji liczby osób przy rozdzielaniu różnej ludności według wzrostu (1880),
- O stuletnim życiu w krajach polskich w porównaniu z trwaniem życia prawidłowym (1880),
- Literatura fizjografii ziemi polskiej (1862) wersja elektroniczna,
- O teorii samorództwa (1847),
- Wpływ stanu meteorologicznego na śmiertelność (1845)
- O zębie jeżowca (1851),
- Przegląd potworów rybich (1841).